# El Jojobal
El Jojobal är en ort i Mexiko.   Den ligger i kommunen Hermosillo och delstaten Sonora, i den nordvästra delen av landet, 1 700 km nordväst om huvudstaden Mexico City. El Jojobal ligger 98 meter över havet och antalet invånare är 235.
Terrängen runt El Jojobal är platt. Runt El Jojobal är det ganska glesbefolkat, med 45 invånare per kvadratkilometer. Närmaste större samhälle är El Pañuelito, 13,4 km väster om El Jojobal. Omgivningarna runt El Jojobal är i huvudsak ett öppet busklandskap.